# Большая Шанга
Большая Шанга (Шанга) — река в Костромской области России, левый приток Ветлуги. Длина реки составляет 87 км.
Исток расположен в лесах в 27 км к северу от Поназырево. Река течёт на запад, крупнейшие притоки — Ветлиха, Ночная (правые); Малый Паозер, Большой Паозер, Вязовка (левые). Верхнее и среднее течение проходит по лесному массиву, здесь на реке расположены посёлки Васенёвский и Боровской. Перед устьем протекает несколько небольших деревень Шарьинского района. Впадает в Ветлугу в 10 км к северу от Шарьи.

## Данные водного реестра
По данным государственного водного реестра России относится к Верхневолжскому бассейновому округу, водохозяйственный участок реки — Ветлуга от истока до города Ветлуга, речной подбассейн реки — Волга от впадения Оки до Куйбышевского водохранилища (без бассейна Суры). Речной бассейн реки — (Верхняя) Волга до Куйбышевского водохранилища (без бассейна Оки).
Код объекта в государственном водном реестре — 08010400112110000041707.

### Притоки
(указано расстояние от устья)
- 30 км: река Малый Паозер (лв)
- 34 км: река Большой Паозер (лв)